# Bodersweier
Bodersweier ist ein Stadtteil von Kehl im baden-württembergischen Ortenaukreis. Das Dorf hat ca. 2000 Einwohner.

## Geographie
Bodersweier liegt im Rheintal ca. 3 km östlich des Rheins, der hier die deutsch-französische Grenze bildet, und 6 km nordöstlich von Kehl. Die Innenstadt des französischen Straßburg ist 12 km entfernt.

## Geschichte

### Ur- und Frühgeschichte
Ein Grabfund mit reichen Beigaben einer Frauentracht im Jahre 1966 erbrachte den Nachweis, dass am Ort schon in der Keltenzeit (Frühlatène, 4. Jh. v. Chr.) Menschen anwesend waren. Die Reste eines Brandgrabes sowie ein vollständig erhaltenes Wasser- oder Ölkrüglein konnten der Römerzeit zugeordnet werden.

### Mittelalter
Die älteste urkundliche Erwähnung stammt von 884 n. Chr., als Kaiser Karl III. dem Kloster Honau seinen Besitz bestätigte, darunter auch Gut zu Bothalasuuileri. Der Name des Ortes wurde von der älteren Forschung noch auf einen elsässischen Adligen mit Namen Bodal zurückgeführt, der dem Kloster Honau bereits im 8. Jahrhundert Güter stiftete. Eine andere Namensdeutung bezieht sich auf die Ansilbe bod als Bezeichnung für „sumpfiges Wasser“, was die Geländesituation des Ortes in einem ausgeprägten Mündungsdelta der Kinzig treffend charakterisiert. Mit dem restlichen Besitz des bereits früh untergegangenen Klosters Honau fiel Bodersweier bis zum 10. Jahrhundert als Teil des districtus Honowe an den Bischof von Straßburg. 1226 wurden ein Leutpriester und eine dem Täufer Johannes geweihte Kirche in Bodersweier erwähnt. Die drei im 13. und 14. Jahrhundert amtierenden Straßburger Bischöfe aus dem Geschlecht der Lichtenberger belehnten Familienangehörige mit bischöflichen Lehen. Die Erstbelehnung mit Bodersweier erfolgte vermutlich 1274. Bodersweier lag in der Herrschaft Lichtenberg im Amt Lichtenau. 1335 nahmen die mittlere und die jüngere Linie des Hauses Lichtenberg eine Landesteilung vor. Dabei fiel das Amt Lichtenau – und damit Bodersweier – an Ludwig III. von Lichtenberg, der die jüngere Linie des Hauses begründete.
Anna von Lichtenberg (* 1442; † 1474) war als Tochter Ludwigs V. von Lichtenberg (* 1417; † 1474) eine von zwei Erbtöchtern mit Ansprüchen auf die Herrschaft Lichtenberg. Sie heiratete 1458 den Grafen Philipp I. den Älteren von Hanau-Babenhausen (* 1417; † 1480), der eine kleine Sekundogenitur aus dem Bestand der Grafschaft Hanau erhalten hatte, um sie heiraten zu können. Durch die Heirat entstand die Grafschaft Hanau-Lichtenberg. Nach dem Tod des letzten Lichtenbergers, Jakob von Lichtenberg, eines Onkels von Anna, erhielt Philipp I. d. Ä. 1480 die Hälfte der Herrschaft Lichtenberg. Die andere Hälfte gelangte an seinen Schwager, Simon IV. Wecker von Zweibrücken-Bitsch. Das Amt Lichtenau gehörte zu dem Teil von Hanau-Lichtenberg, den die Nachkommen von Philipp und Anna erbten.

### Frühe Neuzeit
Graf Philipp IV. von Hanau-Lichtenberg (1514–1590) führte nach dem Regierungsantritt 1538 die Reformation in seiner Grafschaft konsequent durch, die nun lutherisch wurde.
Im Dreißigjährigen Krieg und den nachfolgenden Kriegen des 17. und frühen 18. Jahrhunderts hatte der Ort wie die gesamte Umgebung unter Plünderungen, Brandschatzungen und Einquartierungen zu leiden. Der Wiederaufbau kam wegen der fortgesetzten kriegerischen Unruhen nur zögerlich in Gang, und die von der Herrschaft eingeforderten hohen Abgaben zur Zahlung der Kriegsschulden taten ihr Übriges. Der Unmut der Bauern im Hanauerland äußerte sich im Aufstand der Hanauer Bauern von 1725. Nach dem Tod des letzten Hanauer Grafen, Johann Reinhard III. 1736, fiel das Erbe – und damit auch das Amt Lichtenau mit Bodersweier – an den Sohn seiner einzigen Tochter, Charlotte von Hanau-Lichtenberg, Landgraf Ludwig (IX.) von Hessen-Darmstadt.

### Neuzeit
Mit dem Reichsdeputationshauptschluss wurden das Amt Lichtenau und Bodersweier 1803 dem neu gebildeten Kurfürstentum Baden zugeordnet, während das benachbarte Kehl zunächst an Frankreich fiel, wodurch Bodersweier weiterhin Zollstelle blieb, was insbesondere zu einem Aufschwung des Speditionswesens im Ort führte.
Bei der Kreisreform am 1. Januar 1973 wurde der Landkreis Kehl aufgelöst, dem Bodersweier bis zuletzt angehörte. Damit wechselte Bodersweier in den neugebildeten Ortenaukreis.
Am 1. Januar 1975 wurde die Ortschaft nach Kehl eingemeindet.

### Demographie
Einwohnerzahlen nach dem jeweiligen Gebietsstand.
| Jahr | Einwohnerzahl |
| ---- | ------------- |
| 1961 | 1.357         |
| 1970 | 1.506         |

## Religionen

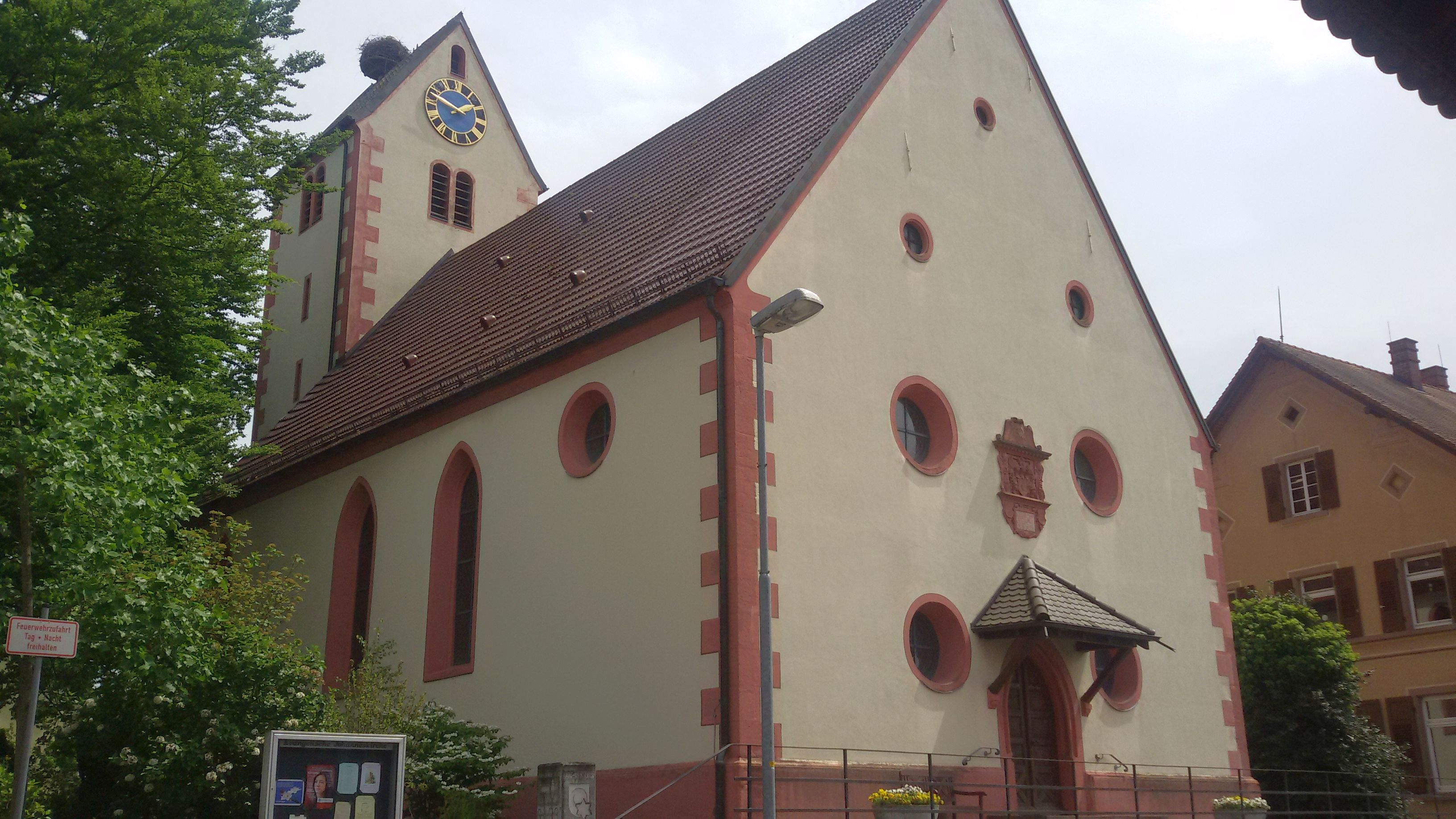
Evangelische Kirche

Das Kirchenpatronat des Ortes lag ursprünglich beim Abt des Klosters Honau, ab 1398 beim Stift Alt Sankt Peter in Straßburg. Seit Einführung der Reformation durch Philipp IV. von Hanau-Lichtenberg († 1590) und der etwa 1559 erfolgten Bestellung eines evangelischen Pfarrers war Bodersweier bis ins frühe 19. Jahrhundert fast rein protestantisch. 1616 ließ Graf Johann Reinhard die erste größere Kirche auf dem rechtsrheinischen Gebiet des Hanauerlandes errichten. Sie ist heute das älteste Gebäude im Ort. Der bekannteste am Ort wirkende Geistliche war Quirinus Moscherosch, Ortspfarrer von 1655 bis zu seinem Tod 1675, der durch seine Gedichte auch überregional bekannt wurde.
Bodersweier war eine der vier Gemeinden im rechtsrheinischen Hanauerland, in denen ab dem 18. Jahrhundert jüdische Schutzbürger angesiedelt wurden. Die Gemeinde wuchs nach dem Übergang an Baden im Laufe des 19. Jahrhunderts an. 1812/13 wurde ein einfaches Synagogengebäude im Fachwerkstil erbaut. Daneben entstand das jüdische Gemeindehaus mit einem rituellen Frauenbad, einer Mikwe. 1875 lebten 116 Juden im Ort und machten damit rund 10 % der Bevölkerung aus. Viele Juden verlegten ihren Wohn- und Geschäftssitz in die Stadt Kehl und an andere wichtige Handelsplätze und erarbeiteten sich einen beachtlichen wirtschaftlichen Aufstieg. So schrieb der in Bodersweier geborene Joseph Friedrich Bensinger Industriegeschichte, als er in Mannheim eine große Celluloid-Fabrik gründete, wo die Produktion der bekannten Schildkröt-Puppen begann. 1925 zählte die jüdische Gemeinde noch 46 Personen. Im Verlauf der Novemberpogrome 1938 wurde die Synagoge verwüstet, alle Männer wurden im Konzentrationslager Dachau in sogenannte „Schutzhaft“ genommen. Am 22. Oktober 1940 wurden die letzten 15 Juden des Ortes mit etwa 6500 Glaubensgenossen aus Baden zum Internierungslager Gurs in den Pyrenäen deportiert. Einige verstarben dort während ihres Aufenthaltes, 9 Personen wurden 1942 nach Auschwitz deportiert und dort ermordet. Insgesamt gelten 17 Juden aus Bodersweier als Opfer der nationalsozialistischen Verfolgung. Die ehemalige Synagoge diente zunächst noch als Busgarage und Schafstall. Die Israelitische Landesgemeinde Südbaden verkaufte das Gelände nach der Rückgabe als Geschäftsgrundstück; das desolate Gebäude wurde abgebrochen. Auf dem kommunalen Friedhof erinnert seit 1984 eine Gedenkstele an die 17 jüdischen Opfer. Im Rahmen eines zentralen Mahnmalprojektes wurde ein Memorialstein in der Nähe der Kirche in Bodersweier aufgestellt. Bei der Gedenkfeier im Oktober 2005 war der Großrabbiner René Gutmann aus Straßburg anwesend.

## Politik
Seit dem späten Mittelalter stand dem Ort ein gewählter Heimbürge vor. Ab dem 17. Jahrhundert stand dem Heimbürgen auch der von der Herrschaft eingesetzte Stabhalter als Vertreter des Rheinbischofsheimer Schultheißen zur Seite, der im 18. Jahrhundert vom „herrschaftlichen Schultheißen“ (umgangssprachlich: „Schulz“) abgelöst wurde. 1812 wandelte sich die Amtsbezeichnung von Schultheiß zu Vogt, mit der badischen Gemeindeordnung von 1831 wurde der jeweilige Gemeindevorsteher als Bürgermeister bezeichnet.

### Bürgermeister 1831 bis 1974
Die Gemeinde Bodersweier hatte von 1831 bis 1974 folgende Bürgermeister (in Klammern das Jahr des Amtsantritts):
- Hemler (1832)
- Lauck (1845)
- Johann Georg Baaß (1850)
- Hennenberger (1868)
- Heinrich Braun (1876)
- Jakob Müll (1881)
- Johann Hemmler (1894)
- Karl Wund (1914)
- Michael Hemmler (1928)
- Karl Thorwarth (1938)
- Karl Murr (1945)
- Berthold Hetzel (1946)
- Alfred Murr (1967)
- Wilhelm Köbel (1974, kommissarisch)

### Ortschaftsrat
Als Ergebnis der Gemeindereform wurde Bodersweier 1975 in die Stadt Kehl eingemeindet. Es gilt die Ortschaftsverfassung mit einem Ortschaftsrat und einer Ortsverwaltung. Der Ortsvorsteher ist der Leiter der Ortsverwaltung und der Vorsitzende des Ortschaftsrates. Amtsinhaber ist seit 2009 Manfred Kropp.

Die Kommunalwahl am 9. Juni 2024 brachte folgende Sitzverteilung:
- FW Kehl: 5
- Bürgerliste: 1
- Wählergemeinschaft Bodersweier: 4

## Kultur und Sehenswürdigkeiten
Der Ortskern des Fachwerkdorfes Bodersweier steht seit 1980 als Gesamtanlage unter Denkmalschutz. Im Ort sind alle im Hanauerland vorkommenden Fachwerkhaustypen vertreten. Die Fachwerkbauten stammen zumeist aus dem 18. und frühen 19. Jahrhundert.
Das Rathaus wurde 1829 erbaut und diente als Schulhaus, bis 1882 die Schule südlich der Kirche zur Verfügung stand.   
Als einmaliges Exemplar unter den Fachwerkhäusern darf das Küchenflurhaus gelten, das Ende der 1980er Jahre von seinem ursprünglichen Standort in den Feschmattweg umgesetzt wurde. Es zeigt, wie beengt die ärmeren Bevölkerungsschichten in früheren Jahrhunderten gewohnt haben. Man betritt die sogenannte Hausgangküche  im Flur durch die Außentür. Links und rechts schließen sich ein Wohnraum mit Alkoven zum Schlafen und eine Kammer an.
Besonders häufig anzutreffen sind die für das Hanauerland typischen Kniestockhäuser, in einseitig versetzter Variante anzutreffen, wobei das länger auskragende Dach in Zeiten landwirtschaftlicher Nutzung oft als Raum zum Trocknen von Mais oder Tabak verwendet wurde. Die zweistöckigen Fachwerkhäuser des Ortes hatten ursprünglich meist ein Krüppelwalmdach.

## Wirtschaft und Infrastruktur

### Unternehmen
Es gibt im Jahre 2018 nur noch drei landwirtschaftliche Haupterwerbsbetriebe, die teilweise aus dem Dorfinneren ausgesiedelt wurden. Der Ort verfügt über eine gute Infrastruktur zur Versorgung der Bevölkerung.  
Der Hersteller von Hotelkosmetik, die ADA Cosmetics International GmbH, der Hersteller von Körperkosmetik, Carecos GmbH
und der Hersteller für Hebebühnen und Prüftechnik, die Otto Nußbaum GmbH & Co. KG, haben in Bodersweier ihren Hauptsitz.

### Verkehr
Die Landesstraße 75 führt durch Bodersweier. Seit der Einführung eines neuen Nahverkehrskonzeptes der Stadt Kehl 2018 ist Bodersweier durch die Stadtbuslinie K5 und den interkommunalen Linien 301 und 403 der SWEG mit den umliegenden Ortschaften und der Stadt Kehl verbunden.

### Bildung
1967 bezog die damalige Grund- und Hauptschule den neuen Gebäudekomplex mit Sporthalle am Mühlenweg. 1973 wurde Bodersweier Sitz der Hauptschule für die nördlichen Ortschaften Kehls. Sie wurde später zur Werkrealschule aufgewertet, die aber 2017 geschlossen wurde. Nach und nach wird in das Gebäude nun der Kindergarten mit der Kinderkrippe einziehen. Die erste Kleinkinderschule wurde 1890 in der Dorflache erbaut. 1976 erhielt der Kindergarten ein neues Gebäude in der Querbacher Straße.   

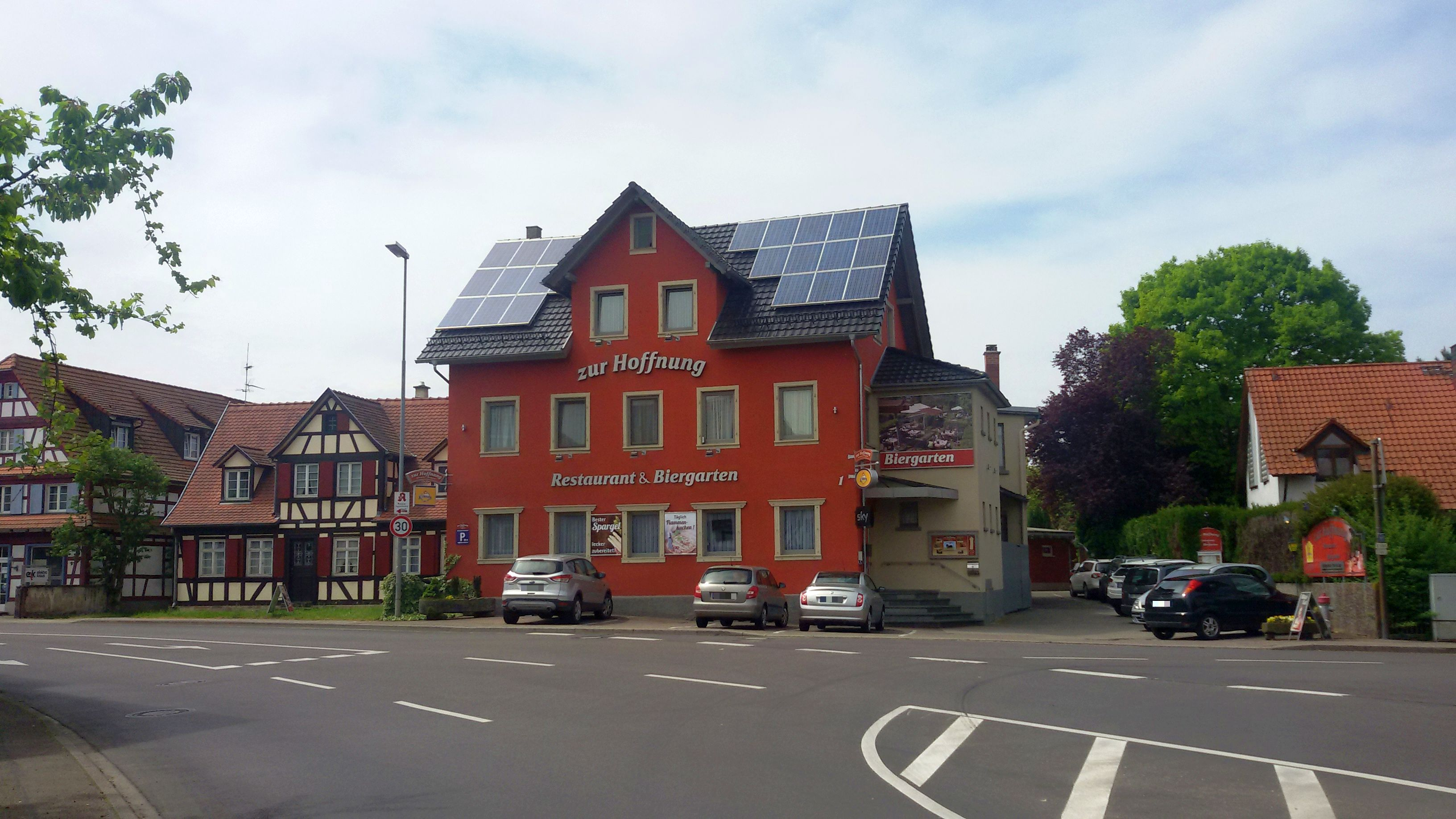
Gasthaus zur Hoffnung
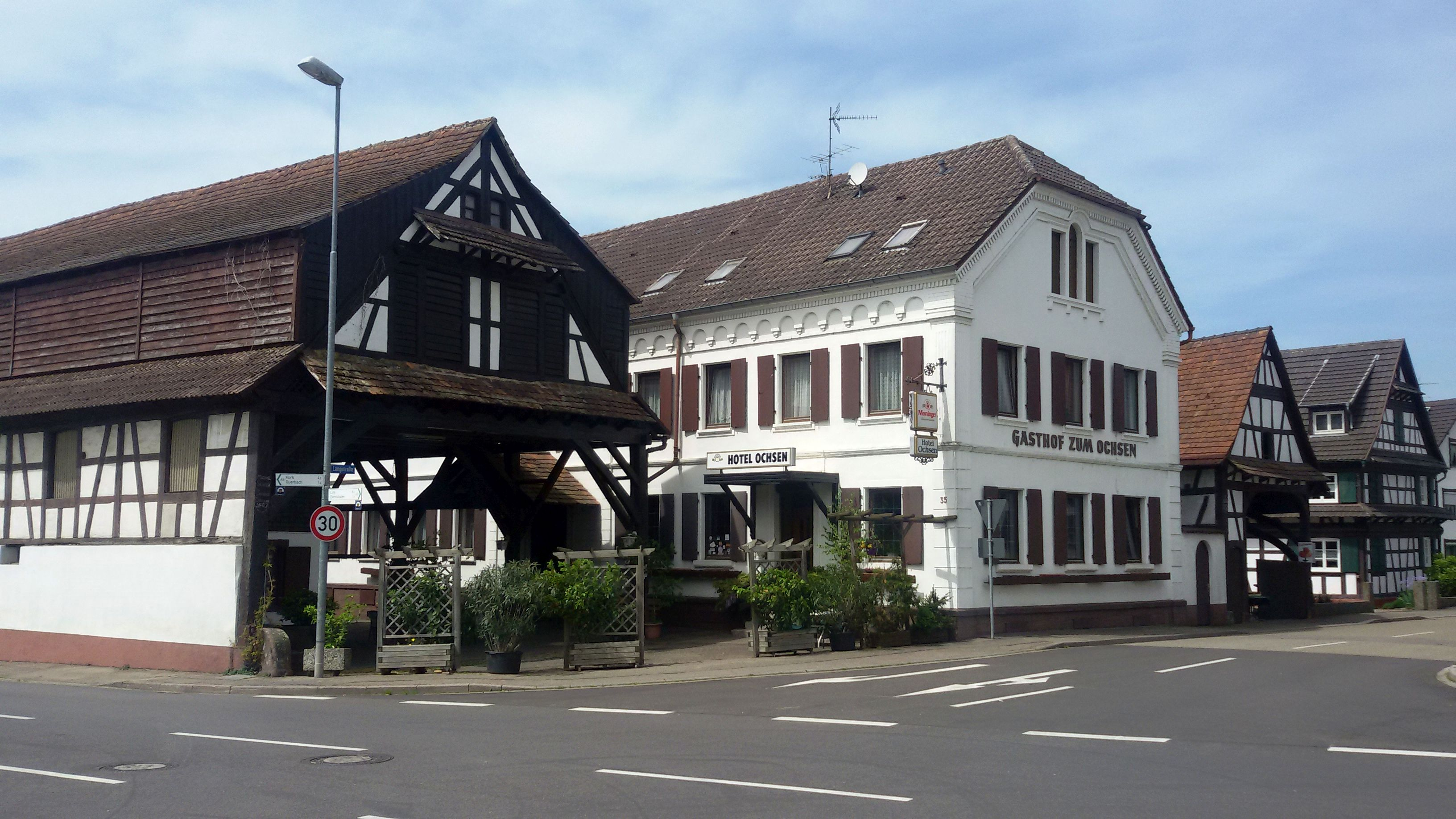
Gasthof zum Ochsen
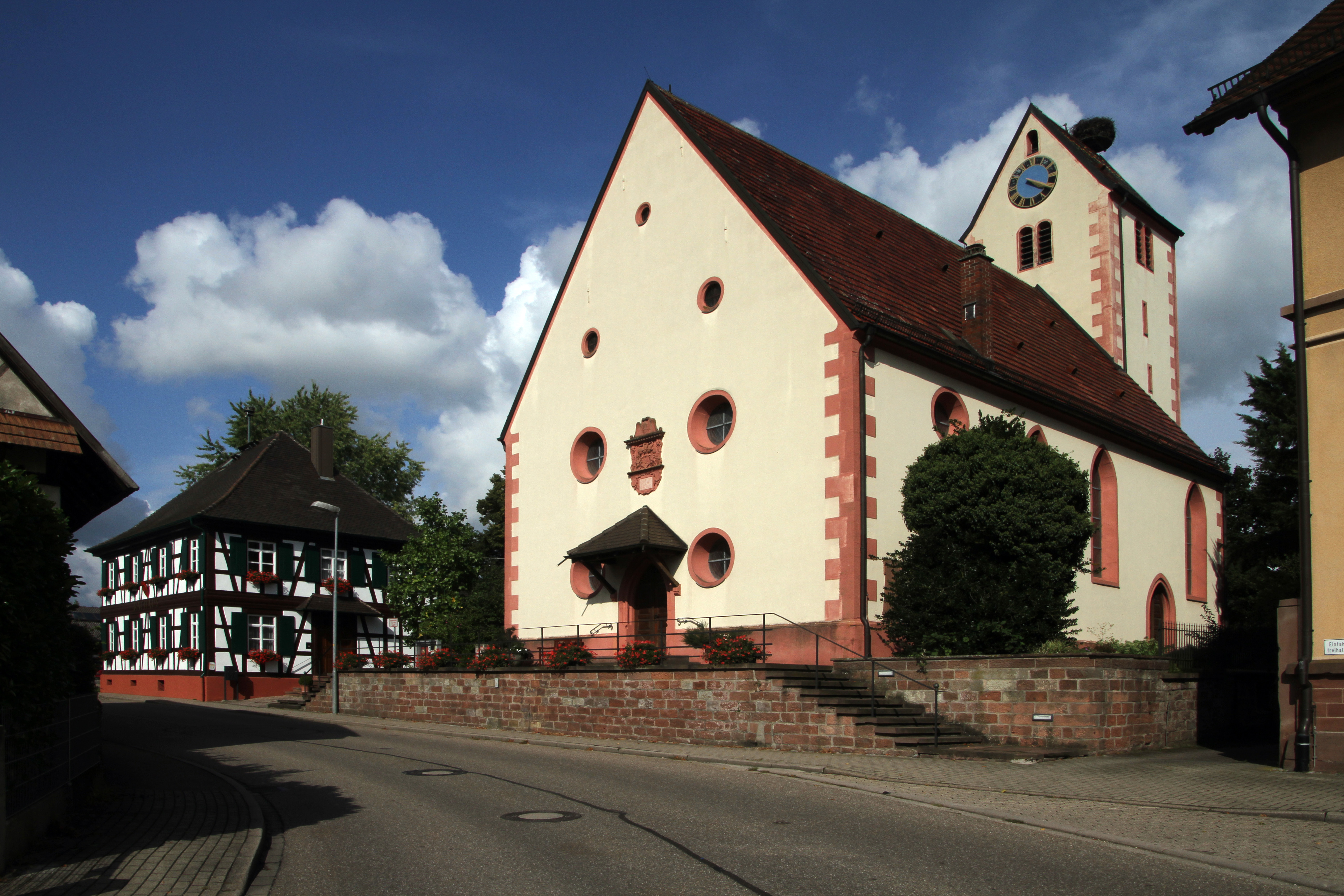
Rathaus und evangelische Kirche
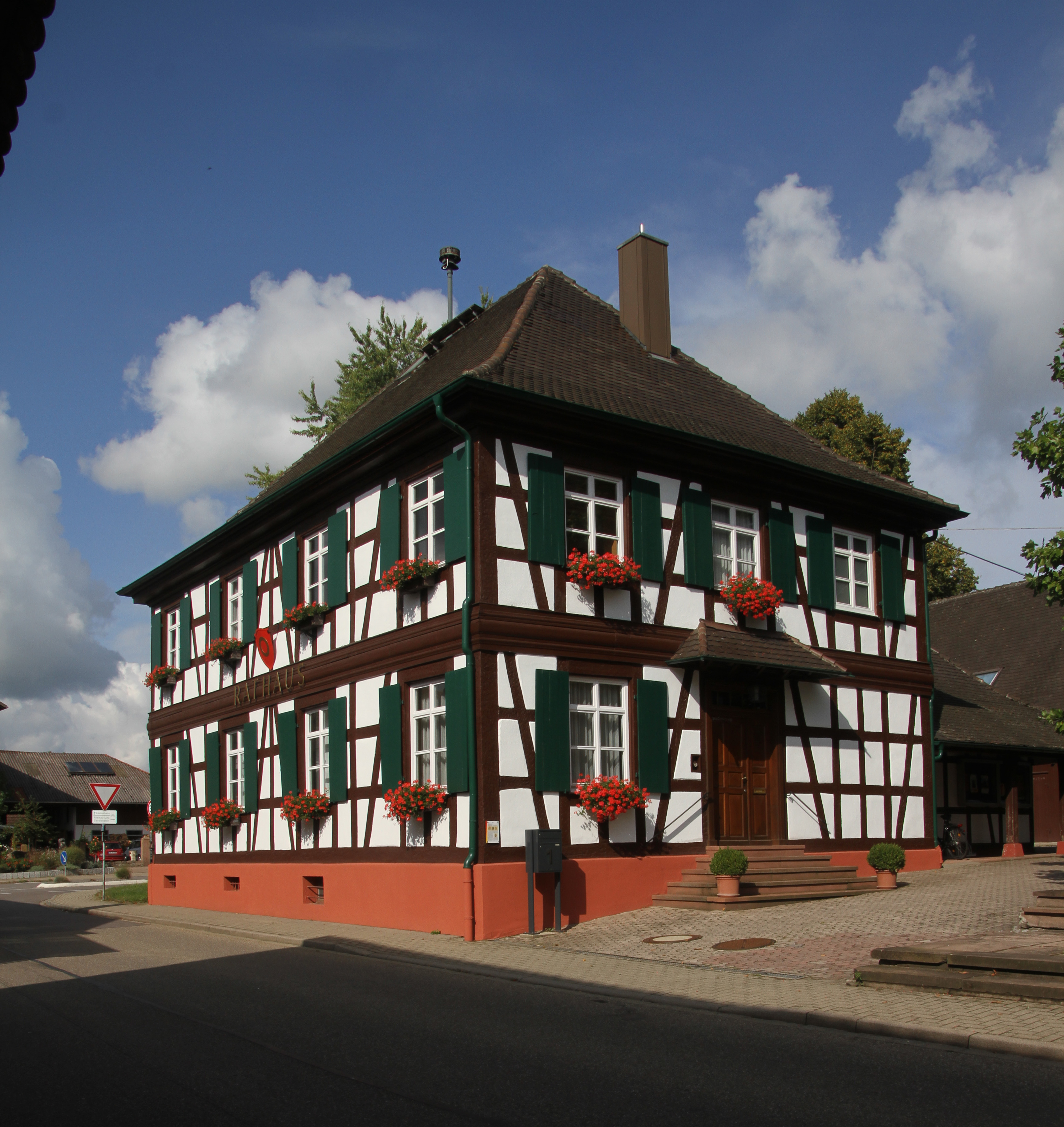
Rathaus
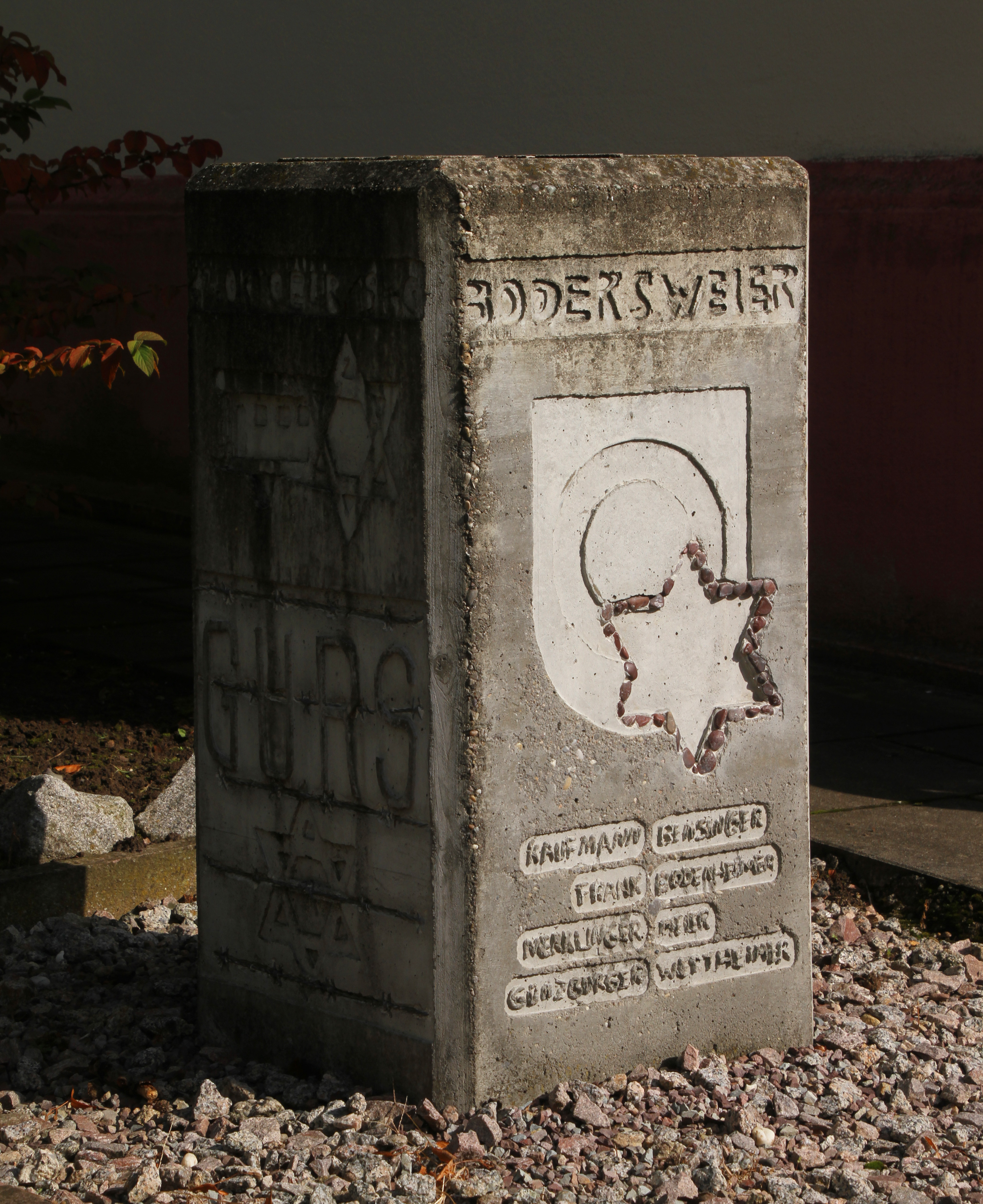
Gedenkstein Gurs
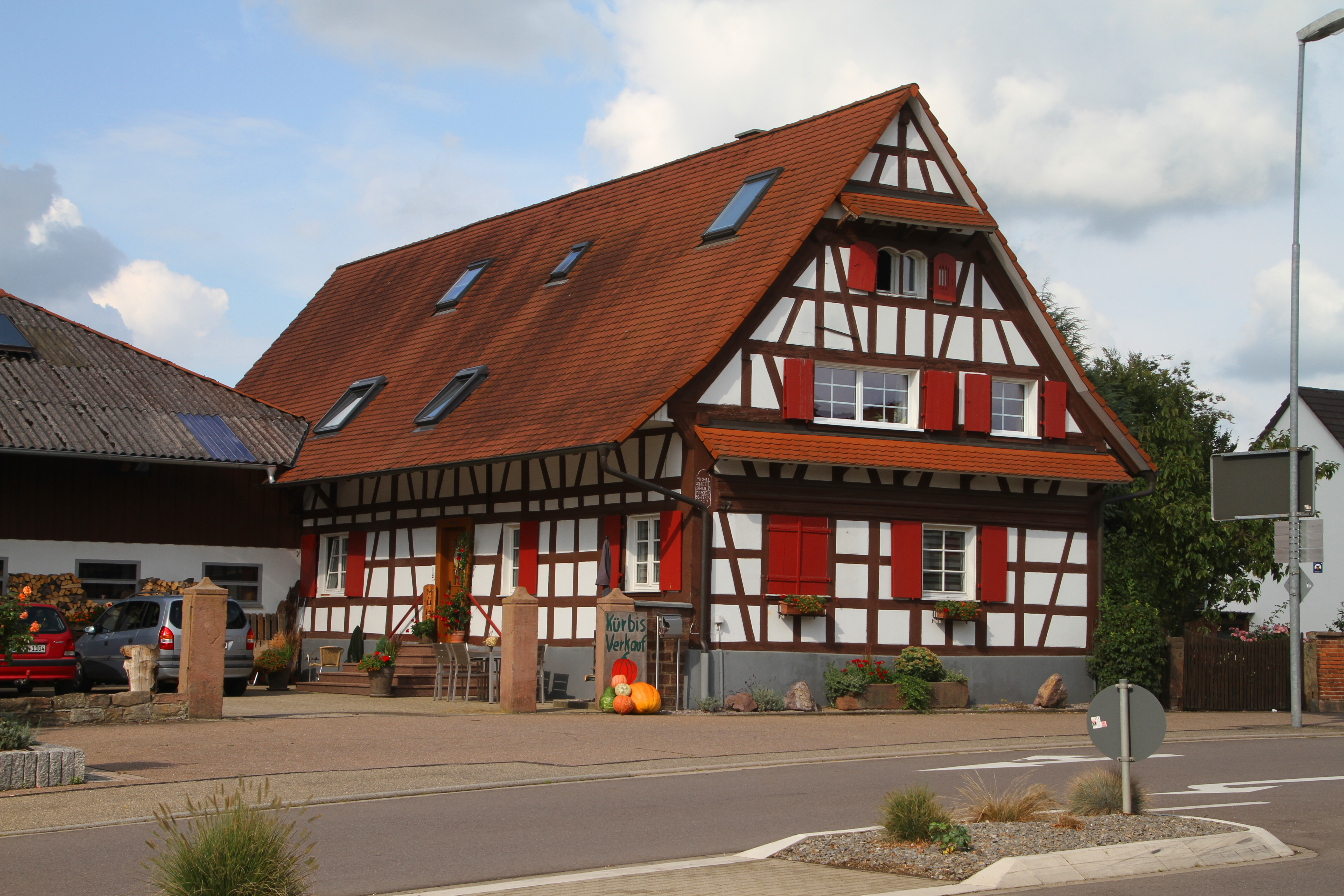
Rastatter Straße 37